# Urvillea rufescens
Urvillea rufescens är en kinesträdsväxtart som beskrevs av Jacques Cambessèdes. Urvillea rufescens ingår i släktet Urvillea och familjen kinesträdsväxter. Inga underarter finns listade i Catalogue of Life.